# André Larivière
Pour les articles homonymes, voir Larivière.
André Larivière est un militant écologiste et antinucléaire, né en 1948 au Québec. Il vit depuis 1986 en Europe où il a participé à de nombreuses actions non-violentes pour promouvoir la paix, refuser le nucléaire civil et militaire et défendre l'environnement. Il est engagé dans le Réseau Sortir du nucléaire en tant que coordinateur salarié pour les groupes locaux, les actions et les relations internationales, comme puis membre du conseil d'administration. 
André Larivière a notamment participé à trois jeûnes de longues durées :
- 1983, jeûne de 40 jours pour le désarmement à San Francisco avec 12 autres personnes et le mouvement Jeûne pour la vie.
- 1986, jeûne de 31 jours devant la base militaire américaine de Mutlangen, en Allemagne pour demander le retrait des missiles Pershing.
- 2004, jeûne de 36 jours à Paris pour demander un « véritable débat démocratique » sur le nucléaire et l'abandon du projet de réacteur nucléaire de troisième génération EPR avec Dominique Masset et Michel Bernard[1]. À cette occasion, il est reçu à l'Élysée par le président Jacques Chirac[2].

Il a organisé et participé à de nombreuses marches et actions de protestations, principalement en France et en Allemagne.

## Publications
- (en) André Larivière, Peace walk for a nuclear free Europe : Stockholm-Hamburg-Basel-Genf, 12.2.87 - 28.6.87, Helmstadt-Bargen, 1987
- André Larivière, Carnets d'un militant, Montréal, Écosociété, 1997, 256 p. (ISBN 978-2-921561-35-8)
- Brigitte Müller, Richard Lunderstädt et André Larivière, « Des femmes et des hommes qui s'impliquent : Bilan des marcheurs », dans La Marche du tigre, Lyon, Le Collectif Francophone pour le Tibet libre (CFTL), 1999, p. 24-25.
- André Larivière, L'homme dans la forêt, Paris, Librinova, 2020, 164 p. (ISBN 9791026248323)
- André Larivière, Les cancrelous : Novelettes un tantinet autobiographiques, Paris, Librinova, 2021, 207 p. (ISBN 9791026288534)